# جان کوهام
جان کوهام (انگلیسی: John Coham; ۱۲ مارس ۱۸۹۱ – ۴ مهٔ ۱۹۶۹) بازیکن فوتبال اهل بریتانیا بود.
از باشگاه‌هایی که در آن بازی کرده‌است می‌توان به باشگاه فوتبال پاتریک تیسل و باشگاه فوتبال ساوت‌همپتون اشاره کرد.